# メイン (ACR-1)
| 砲塔装甲艦「メイン（USS Maine）」 | |
| 艦歴                              | |
| 認可                              | 1886年8月3日 |
| 起工                              | 1888年10月17日にニューヨーク海軍造船所で起工。 |
| 進水                              | 1889年11月18日 |
| 就役                              | 1895年9月17日 |
| その後                            | 1898年2月15日に爆発、沈没 |
| 性能諸元                          | |
| 排水量                            | 常備：6,682トン 満載：7,180トン |
| 全長                              | 319 ft (97.23 m） -m（水線長） |
| 全幅                              | 57 ft (17.37 m) |
| 吃水                              | 22 ft (6.71 m) |
| 機関                              | 形式不明石炭専焼円缶8基 +三段膨張式レシプロ機関2基2軸推進 |
| 最大出力                          | 9,293hp |
| 最大速力                          | 16.45 ノット (31 km/h) |
| 航続距離                          | -ノット/-海里 （石炭：896トン） |
| 乗員                              | 374名（士官、兵員） |
| 兵装                              | 1895年型 Mark 2 10インチ：25.4 cm（30口径）後装填式連装砲2基4門 1885年型 Mark 2 6インチ：15.2 cm（30口径）単装砲6基6門 1880年型 Marks 1 6ポンド ：5.7 cm（40口径）単装砲7基7門 1886年型 Marks 11ポンド：3.7 cm単装機砲8基8門 14インチ：35.6 cm水上魚雷発射管単装4基4門 |
| 装甲                              | 舷側：178 - 305mm（主装甲部） 甲板：51mm（主甲板平坦部）、76mm（主甲板傾斜部） 砲塔：203mm（側盾） バーベット：305mm（甲板上部）、254mm（甲板下部） 司令塔：254mm |

メイン（USS Maine, ACR-1）は、アメリカ海軍の戦艦。当初は装甲巡洋艦として分類された。本級はアメリカ海軍が自国の沿岸防衛のために建造した砲塔装甲艦である。本艦の特徴として沿岸航行が主体のモニター艦が主力のアメリカ海軍で初の外洋行動を行える主力艦として建造された。

## 艦形

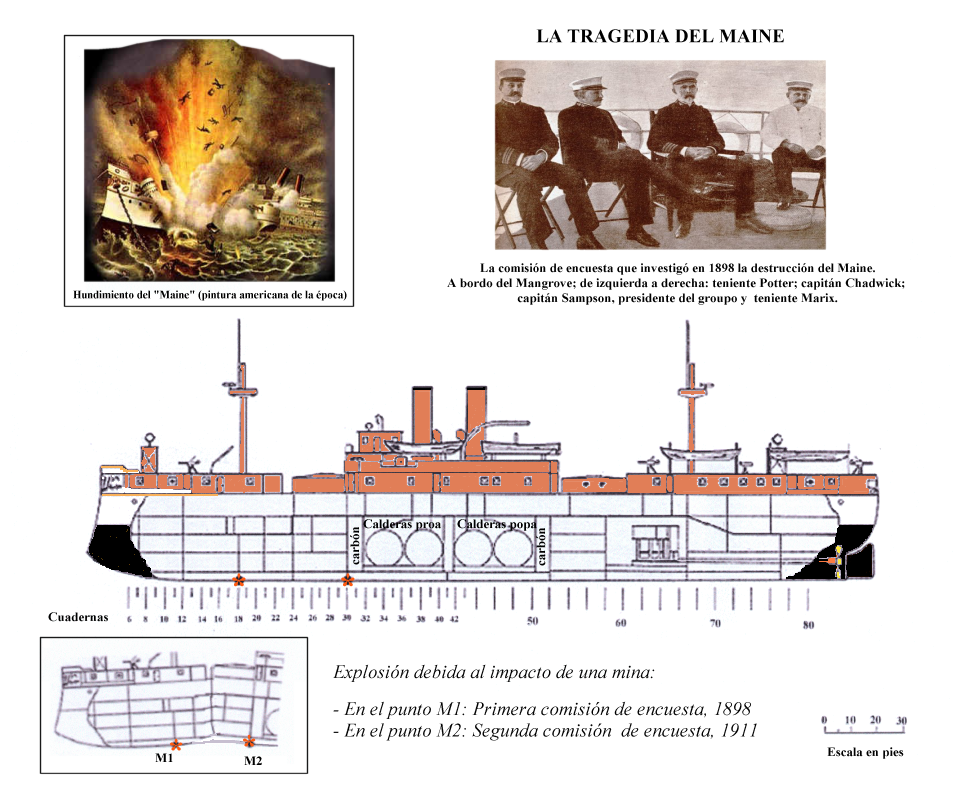
本艦の内部構造と爆発のあった箇所を示した図。

本艦の基本構造は艦首水面下に衝角を持ち、平甲板型船体の前後甲板上にミリタリーマストを1本ずつ配置し、中央部に箱型の操舵艦橋と2本煙突を配置した。
主武装は本艦の船体中央部に2基の連装式主砲塔を斜めに配置しており、1基の主砲が艦首から艦尾まで片舷180度＋反対舷側の限定された範囲に発射できる。この配置は前方および後方には全主砲を向ける事ができるが、片舷方向には極めて限定された範囲しか向ける事ができなかった。
近代戦艦の基本形が完成するまでイギリス海軍の「コロッサス級」やイタリア海軍「カイオ・ドゥイリオ級」など各国の主力艦でかなり採用されたものの、後に艦隊が単縦陣を組むようになると、前後方向より舷側方向に対して全主砲を向けたほうが都合が良いと判明し、その後は用いられなくなった。
本艦の主機関は2基の主砲塔の弾薬庫に挟まれる形で船体中央部の主要防御区画（ボックス・シタデル）内部に配置されており、石炭専焼円筒缶を片舷4基ずつ並列に配置し計8基を備え、さらに3段膨張式レシプロ機関を左右1基ずつ、計2基を組み合わせた2軸推進である。最大出力は9,293馬力を発生・速力16.45ノットを発揮できた。石炭を896トン搭載できた。

## 武装

### 主砲

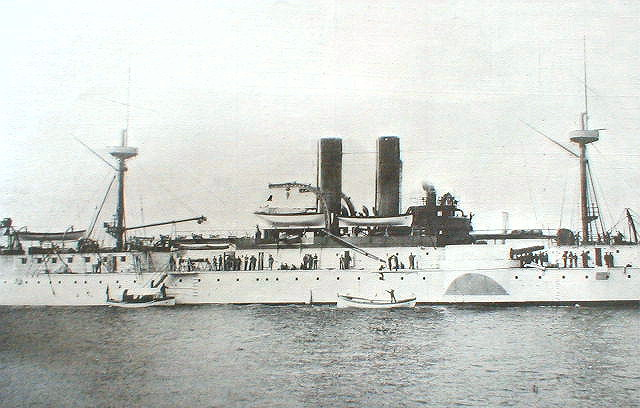
1898年に撮影された本艦。本艦の主砲塔のバーベットの一部が舷側方向に張り出しているために下部に影が出来ている。

主砲は「1895年型 Mark 2 25.4 cm（30口径）後装填砲」を採用した。その性能は231.3kgの砲弾を、最大仰角15度で18,290mまで届かせられ、8,230mで舷側装甲147mmを貫通できた。この砲を新設計の連装砲塔に収めた。俯仰能力は仰角15度・俯角3度である。旋回角度は舷側方向を0度として左右150度の旋回角度を持つ、主砲身の俯仰と砲弾の揚弾・装填は主に水圧で行われ、砲塔の旋回は蒸気機関を使用、補助に人力を必要とした。砲弾の装填形式は固定角装填で角度は仰角10度で固定されていた。発射速度は2 - 3分間に1発が発射できた。なお、本艦は小型の船体に連装砲塔を2基も搭載したために主砲を舷側に向けて旋回させると船体がその方向に傾くと言う悪癖があり、時として仰角が不足する運用上の問題があった。

### 副砲、その他の武装
副砲は当時の備砲としてやや時代遅れの感があるが、速射性を重視して「1885年型 Mark 26 インチ：15.2 cm（30口径）砲」を採用し、これを単装砲架で6基を配置した。その他に対水雷艇用に「1880年型 Marks 15.7 cm（40口径）砲」を単装砲架で7基、「1886年型 Marks 13.7 cm機砲」を単装砲架で8基装備した。対艦攻撃用として35.6 cm水上魚雷発射管を単装で4基を装備した。

## 艦歴

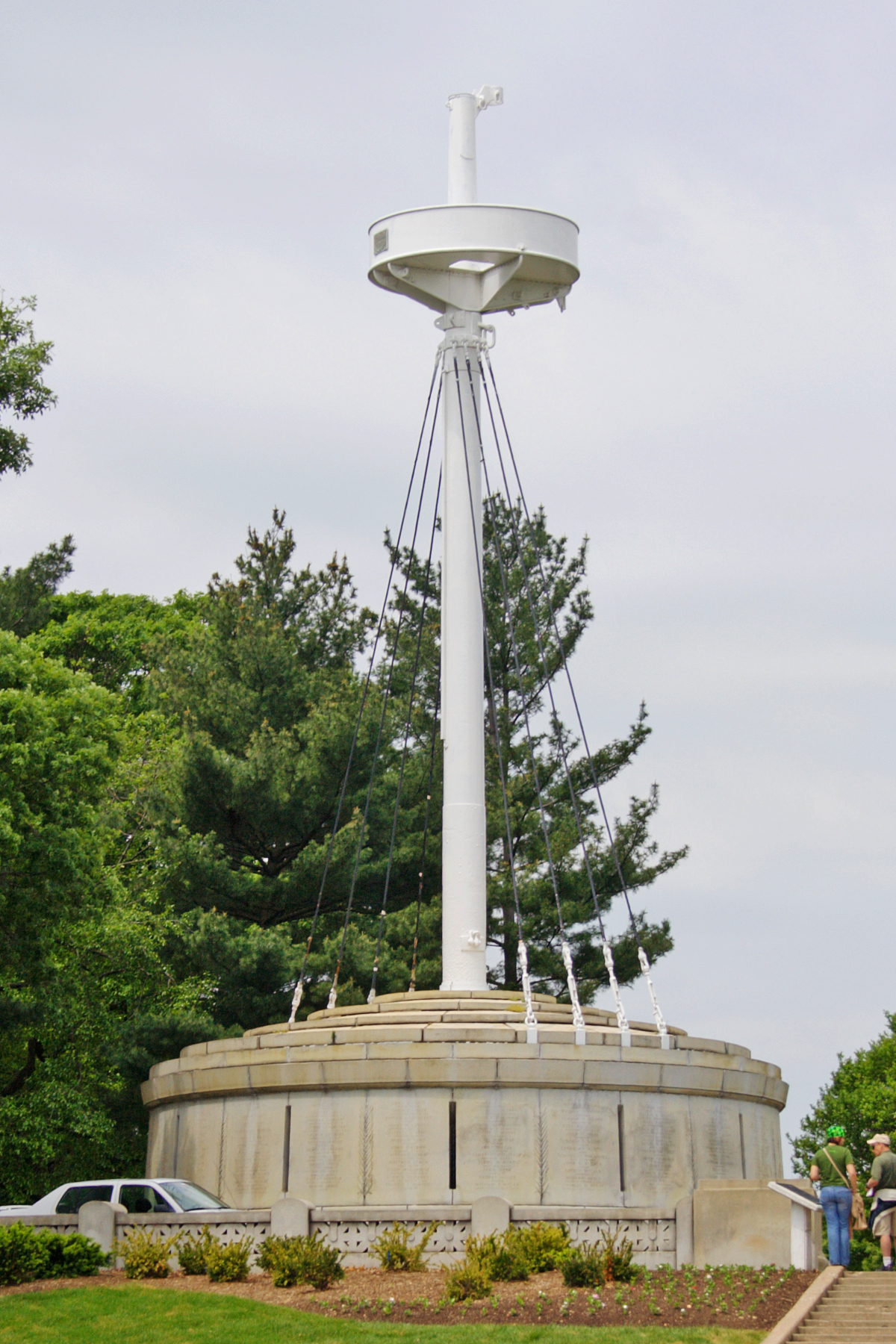
現代にも記念碑として残る本艦のマスト。

アメリカ合衆国下院は1886年8月3日にメインの建造を認可した。1888年10月17日にニューヨーク海軍工廠で起工し、1889年11月18日に海軍長官ベンジャミン・F・トレーシーの孫娘アリス・トレーシー・ウィルマーディングによって進水し、初代艦長アレント・S・クラウニンシールド大佐の指揮下1895年9月17日に就役した。
艦の主な活動は東海岸とカリブ海で費やされた。1898年1月にメインはキューバのハバナで起きた暴動に対してアメリカ合衆国の権益を保護するため派遣された。

### メイン号爆発事件
三週間後の2月15日、21時40分にメインはハバナ湾において爆発を起こす。後の調査で5トンにも及ぶ砲の装薬が艦の前方を吹き飛ばし、残骸は湾の底に沈んだことが判明した。メインの乗員の多くは艦の前方で就寝もしくは休憩中で、260名が爆発と同時に死亡し、6名が負傷が原因で死亡した。ジーグビー艦長を始めとする士官居室は艦の後部に位置していたため難を逃れた。
メインにはボーイ、コックとして日本人が8名乗艦していた。
- 石田音次郎（横浜出身、死亡）
- 鎮寺助右衛門（鹿児島出身、死亡）
- 北方勇吉（神戸出身、死亡）
- 大江政吉（和歌山出身、死亡）

- 杉崎伊三郎（小田原出身、死亡）
- 鈴木甲子太郎（八王子出身、死亡）
- 串田勝三郎（広島出身、生存）
- 粟生房之院（三河出身、生存）

死亡者のうち鈴木甲子太郎はキーウェストに埋葬された。他の5名の埋葬地は不明。
メイン号爆発事件は、1898年4月に始まった米西戦争の原因となった。事件は当時スペインとの開戦を要求するアメリカ国内の強硬派によって開戦の口実に使用された。
1910年8月5日に議会はメインの引き揚げを認可した。1912年2月2日にメインは陸軍工兵隊によって浮上され、1912年3月16日に栄誉式と受章が行われた後メキシコ湾に沈められた。
アーリントン国立墓地に犠牲者の記念碑がある。

## 爆発原因
原因は今日に至るまで特定されておらず、諸説がある。何れも弾薬庫の爆発を沈没原因とする点は同じだが、その誘因として機雷説、積載燃料（石炭）の自然発火による引火説、対スペイン開戦を狙った米国による自作自演説、の主に三つの説が唱えられている。米国にとっては米西戦争の評価とも関連する大問題であるためか、以来何度も大規模な調査と論争が繰り返されている。
- 事件直後にスペイン政府により実施された調査では、石炭の自然発火説が支持されたが、これは米国のメディアでは広く報道されなかった。
- 1898年3月28日にアメリカ海事審判所は機雷が爆発の原因と断定した。この機雷をスペインのものとする証拠があった訳では無いが、これは米西戦争を正当化する根拠の一つとして政治的に利用された。
- 1911年、ハバナ湾底に放置されたままのメイン号の残骸が船舶の障害となることが懸念され、引き揚げて別海域に再投棄することになった。この際、引き揚げられた残骸についてアメリカ海事審判所により爆発原因の再調査が実施された。結論は1898年のものをおおむね踏襲したが、細部の分析結果には不一致点がある。
- 1976年、米国海軍のハイマン・リッコーヴァー提督が再調査を指揮し、結論として機雷説は退けて艦内に原因があったとした。艦内で何が起きたのかは特定に至らなかったが、リッコーヴァー個人としては石炭の自然発火説を有力と考える旨を表明した[2]。
- 1999年、ナショナル・ジオグラフィック誌が海洋開発・調査会社であるAdvanced Marine Enterprises (AME) に調査を委託し、コンピュータモデリング等新たな技法を用いた調査が行われた。ここでも石炭の発火説が支持されたが、一部で機雷説を支持する所見も得られたと発表した。これに対して旧リッコーヴァー調査に従事した専門家や AME 自身の一部メンバーからも異論が出、以後論争となった。